# جدی گرفتن حقوق
جدی گرفتن حقوق (به انگلیسی: Taking Rights Seriously)، کتابی است دربارهٔ فلسفه حقوق اثر فیلسوف رونالد دوورکین که در سال ۱۹۷۷منتشر شده‌است. در این کتاب، دوورکین علیه فلسفه مسلط پوزیتیویسم حقوقی انگلیسی-آمریکایی که توسط هارت در مفهوم قانون (۱۹۶۱) ارائه شده و فایده‌گرایی با پیشنهاد این‌که حقوق فرد در برابر دولت خارج از قانون مکتوب وجود دارد، و به‌عنوان «برنده» علیه منافع یا خواست اکثریت عمل می‌کند.
اکثر فصل‌های کتاب نسخه‌های اصلاح‌شده مقالات منتشرشده قبلی است. دوورکین علاوه بر نقد پوزیتیویسم حقوقی و اخلاق فایده‌گرا، بحث‌های مهمی در مورد تفسیر قانون اساسی، اختیارات قضایی، نافرمانی مدنی، تبعیض معکوس، نظریه عدالت جان رالز و بحث هارت – دولین در مورد قانون‌گذاری اخلاقیات را شامل می‌شود.
نسخه اصلاح‌شده کتاب، که شامل پاسخ طولانی دوورکین به منتقدانش است، در سال ۱۹۷۸ منتشر شد.

## برای مطالعه بیش‌تر
- رونالد دورکین، امپراتوری قانون. هاروارد: انتشارات دانشگاه هاروارد، ۱۹۸۶.
- مارشال کوهن، ویرایش. رونالد دورکین و حقوق معاصر. لندن: داکورث، ۱۹۸۴.
- جان مکی، «نظریه سوم حقوق». فلسفه و امور عمومی ۷:۱ (پاییز ۱۹۷۷)، صص ۳–۱۶.